# 1957 au Nouveau-Brunswick
Chronologie du Nouveau-Brunswick
- 1953
- 1954
- 1955
- 1956
- 1957
- 1958
- 1959
- 1960
- 1961

Cette page concerne les événements survenus en 1957 dans la province canadienne du Nouveau-Brunswick.

## Événements
- Fondation de McCain Foods, le plus gros producteur mondial de frites, à Florenceville.
- 12e Convention nationale acadienne à Memramcook.
- 3 janvier : Austin Claude Taylor quitte ses fonctions du chef de l'association libérale qui est nommé sénateur. Joseph E. Connolly assure l'intérim jusqu'à l'élection d'un nouveau chef.
- 10 juin : lors des élections fédérales, les conservateurs et les libéraux remportent sept sièges chacun dans la province.
- 12 octobre : Clarence Emerson est nommé sénateur.

## Naissances
- Michel Cormier, journaliste.
- Robert Trevors, député et ministre.
- 24 janvier : Robert Goguen, homme politique
- 9 mai : Michel Gagné, écrivain.
- 13 novembre : Denis Landry, député et ministre.